# Hussards du corps des Partisans de l'Armée du Rhin
Les Hussards du corps des Partisans de l'Armée du Rhin est un corps de hussards constitué pendant la Révolution française.

## Création et différentes dénominations
- 7 novembre 1793 : Le corps est créé par le Général de division Charles Hyacinthe Leclerc de Landremont.
- 25 août 1794 : Il forme, avec le premier escadron des hussards de la Liberté, le 7e Régiment bis de Hussards.
- 1803 : Le 7e Régiment bis de Hussards est licencié.

## Uniforme
flamme du bonnet : rouge

collet : rouge

dolman : bleu

parement : rouge

tresse : blanc

culotte : rouge
Même après leur union aux 7e Régiment bis de Hussards, ils conserveront cet uniforme jusqu'en 1796.

## Source
Les Hussards français, Tome 1, De l'Ancien Régime à l'Empire, Histoire & Collections